# Слободан Гера
Слободан Ђуређ Гера (рум. Giureci-Slobodan Ghera; Карашево, 15. април 1979) је румунски политичар карашевског порекла. Тренутно је председник Заједништва Хрвата у Румунији и заступник хрватске мањине у Парламенту Румуније.

## Биографија
Слободан Гера је рођен 15. априла 1979. године у Карашеву, жупанија Караш-Северин. Након завршених студија у Загребу, запошљава се у редакцији Хрватске гранчице, званичног гласила Заједништва Хрвата у Румунији (ЗХР), где је био на функцији главног уредника публикације. Године 2011. је био изабран за председника месне организације, затим за члана проширеног Извршног већа и члана Координацијског одбора ЗХР-а. На локалним изборима 2012. године као кандидат ЗХР-а успева изборити место консилијера у карашевском Месном већу. Исте године, 20. октобра, на ванредној Конференцији ЗХР-а у седишту организације у Карашеву, тајним гласањем је изабран за кандидата Заједништва Хрвата за заступника хрватске мањине у Парламенту Румуније. На парламентарним изборима у Румунији, одржаним 9. децембра 2012. Гера добија 6.281 глас бирача и осваја четворогодишњи заступнички манадат у Парламенту Румуније. У карашевским селима добио је 737 гласова, од чега 474 у карашевској и 263 у лупачкој општини. Највише гласова је освојио у Јабалчу 65,27 %, а најмање у Равнику 28,57 %. У Парламенту је био члан Одбора за европске послове и Одбора за саобраћај и инфраструктуру, а од 2013. је председник парламентарне групе за пријатељство са Републиком Хрватском. На 8. редовној Конференцији ЗХР-а, одржаној 4. јула 2015. године Гера је изабран за председника ЗХР-а, а тада је изабрано и ново руководство Заједништва Хрвата. Наредне године, 16. септембра, на ванредној Конференцији ЗХР-а по други пут је изабран за кандидата Заједништва Хрвата за нови манадат заступника у Парламенту Румуније. На парламентарним изборима 11. децембра, Гера добија 3.532 гласова бирача и осваја други узастопни мандат заступника хрватске мањине у Парламенту Румуније. У карашевској општини је освојио 59,4 %, а у лупачкој општини 36 % гласова. Највише гласова је добио у Јабалчу 67,03 %, а најмање у Лупаку 21,52 %. Гера је био серетар парламентарне групе националних мањина од 2017. до 2019. године, а од 2019. постаје и потпредседник. Био је члан Одбора за људска права, култе и проблеме националних мањина, Одбора за европске послове, Одбора за саобраћај и инфраструктуру и специјалне комисије за разраду, измену и допуну законодавних предлога везаних за организацију спорта у Румунији. Септембра 2020. године Конференцијски одбор ЗХР-а једногласно је изабрао Слободана Геру као свог кандидата за нови четворогодишњи мандат у Парламенту Румуније. На парламентарним изборима 6. децембра 2020. Гера је добио 3.345 гласова бирача и освојио трећи узастопни заступнички мандат. У карашевским селима добио је 414 гласова, од чега 298 у карашевској и 116 у лупачкој општини.